# Колющее оружие
Колющее оружие — холодное оружие, технология нанесения повреждений которым сводится преимущественно к тычковым ударам.

## История
В военном дело России (Руси) оружие, употребляемое для рукопашного боя, где поражение противнику может быть нанесено ударом, разрезом или уколом называлось Белое (или холодное). В соответствии с этим, белое оружие издревле приготовлялось так, чтобы им можно было или наносить удары, или рубить, или колоть, или рубить и колоть вместе. На конец XX столетия большинство образцов белого оружия устраивалось так, чтобы им можно было и колоть, и рубить (палаш, сабля, тесак, кинжал). В главнейшем  военном холодном оружии, — которое, тем не менее, не могло окончательно утратить значения, на тот период времени, ни при каком развитии технических средств борьбы, — его могли разделить на две разновидности:
- колющее;
- рубящее, так как рубящее холодное оружие, в некоторых образцах приспосабливалось, кроме того, и для нанесения удара уколом, то иногда различали ещё холодное оружие колющее — рубящее[1].

## Виды и типы
Колющее оружие включает древковое и клинковое.
Колющее холодное оружие подразделяется на:
- клинковое колющее (рапира, стилет, мизерикорд, кончар, эсток, кортик, сай);
- клинковое колюще-рубящее (шпага, гладиус, акинак) и рубяще-колющее (каролинг, фламберг, цвайхандер, тесак, палаш);
- клинковое режуще-колющее (боевой нож, килич, шамшир, ятаган, катана);
- древковое колющее (пика, сулица, рунка, трезубец);
- древковое колюще-рубящее (рогатина, совня, бердыш, шведское перо, лохаберская секира, нагината);
- древковое комбинированное (алебарда, полэкс).

Раны, нанесенные колющим оружием, крайне опасны для жизни и плохо поддаются лечению.